# Moulin de Cassonié
Le moulin de Cassonié est un bâtiment situé à Cros-de-Géorand, au lieu-dit Cassonié. Moulin faisant partie d'un ensemble agricole, il est le dernier vestige de l'activité historique du lieu. 

## Histoire
Ce moulin du XIXe siècle, utilisé pour les céréales, blé, orge, seigle, a servi jusque dans les années 1950.
Le moulin est inscrit au titre des monuments historiques, depuis 2018.

## Description
Le moulin a la particularité d'avoir une couverture de toit en genêts.
Le bâtiment comporte 2 niveaux : au rez-de-chaussée sont installés les meules et l'équipement de travail ; à l'étage, sous le toit, un vaste espace est prévu pour le stockage. Le moulin est actionné par l'eau d'une écluse, alimentée par une source proche. Le canal d'évacuation de l'eau, semi-enterré, se dirige vers les abreuvoirs du bétail de la ferme.